# Nova Friburgo
Nova Friburgo là một đô thị thuộc bang Rio de Janeiro, Brasil. Đô thị này có diện tích 932 km², dân số năm 2007 là 178102 người, mật độ 191 người/km².